# Richmond Bandits
I Richmond Bandits erano una squadra USA di indoor football.
Furono un membro fondatore dell'American Indoor Football League. Nel 2005 i Bandits batterono gli Erie Freeze e vinsero il primo American Bowl della storia dell'AIFL, finendo l'anno ad un record di 11-1. Nell'anno inaugurale il capo-allenatore  Rik Richards, il coordinatore offensivo Brent Williams e l'allenatore di linea Steve Criswell allestirono la squadra nettamente più forte della lega. I Bandits giocavano le loro partite casalinghe al Richmond Coliseum. Affiliate alla squadra sono le Bandivas, la squadra di danza, e la mascotte Billy the Bandit.
Nonostante avessero terminato il secondo anno con 12-2 (secondi nella Southern Conference), non riuscirono ad accordarsi con la lega e le sue regole.  Il proprietario stabilì allora che i Bandits non avrebbero più fatto parte dell'American Indoor Football League . Non sono però più riusciti ad aderire a nessun'altra lega indoor.
Nel loro ultimo anno in AIFL, WR Redd Thompson fu nominato Southern Conference Offensive MVP 2006.